# Merari
Merari, na Bíblia, é um dos filhos de Levi, ancestral de várias famílias importantes de levitas.

## Narrativa bíblica
Levi, o terceiro filho de Jacó e Lia, teve três filhos homens, Gérsom, Coate e Merari.
Merari teve dois filhos, Mali e Musi, dos quais descenderam as famílias dos malitas e musitas. Mali teve dois filhos, Eleazar e Quis, mas Eleazar morreu sem filhos, e suas filhas foram tomadas por esposas pelos filhos de Quis, seus irmãos. Musi teve três filhos, Mali, Eder e Jeremote.
Durante o êxodo, os descendentes de Merari eram 6.200 homens com idade acima de um mês, seu príncipe era Zuriel, filho de Abiail, e sua função era cuidar das peças do tabernáculo, suas travessas, colunas, bases e pertences, as colunas do átrio ao redor, suas bases, pregos e cordas.
Quando houve a partilha da Terra Prometida, os filhos de Merari receberam, das tribos de Rúben, Gade e Zebulom doze cidades. Estas cidades eram:
- de Zebulom: Jocneão, Cartã, Dimna e Naalal.[13]
- de Rubem: Bezer, Jaza, Quedemote e Mefaate.[14]
- de Gade, em Gileade: Ramote, cidade de refúgio para o homicida, Maanaim, Hesbom e Jazer.[15]